# 깎은 정팔면체
| 깎은 정팔면체                         | 깎은 정팔면체                                                          |
| ------------------------------------- | ---------------------------------------------------------------------- |
| (클릭해서 회전하는 모델을 볼 수 있다) |                                                                        |
| 종류                                  | 아르키메데스의 다면체 고른 다면체                                      |
| 성분                                  | F = 14, E = 36, V = 24 (χ = 2)                                         |
| 면의 수{변의 수}                      | 6{4}+8{6}                                                              |
| 콘웨이 표기법                         | tO bT                                                                  |
| 슐레플리 기호                         | t{3,4} tr{3,3}또는 {\displaystyle t{\begin{Bmatrix}3\\3\end{Bmatrix}}} |
| 슐레플리 기호                         | t0,1{3,4}또는 t0,1,2{3,3}                                              |
| 위토프 기호                           | 2 4 \| 3 3 3 2 \|                                                      |
| 콕서터 다이어그램                     | ·                                                                      |
| 대칭군                                | Oh, B3, [4,3], (*432), 48차 Th, [3,3] and (*332), 24차                 |
| 회전군                                | O, [4,3]+, (432), 24차                                                 |
| 이면각                                | 4-6: arccos(−⁠1/√3⁠) = 125°15′51″ 6-6: arccos(−⁠1/3⁠) = 109°28′16″         |
| 참조                                  | U08, C20, W7                                                           |
| 특성                                  | 반정다면체 볼록 parallelohedron permutohedron                          |
| 색칠된 면                             | 4.6.6 (꼭짓점 도형)                                                    |
| 사방육면체 (쌍대다면체)               | 전개도                                                                 |

깎은 정팔면체는 정팔면체의 각 꼭짓점을 잘라내어 만든 다면체이다. 현대적인 목제 주령구의 모습은 여기에서 정사각형 면을 크게 키운 형태이다. 깎은 정육면체와 비슷하게 면의 수는 14개, 모서리의 수는 36개, 꼭짓점의 수는 24개이다. 깎인 정삼각형 면은 깎은 정사면체와 깎은 정이십면체처럼 정육각형 모양이 나오고 꼭짓점을 깎은 부분은 각각 정사각형 모양의 면이 나온다.

## 부피와 겉넓이

### 부피
한 모서리의 길이가 {\displaystyle a}인 깎은 정팔면체의 부피 {\displaystyle V}는 다음과 같다.
깎은 정팔면체의 부피는 본래 한 변의 길이가 3a인 정팔면체의 부피에서, 한 변의 길이가 a인 6개의 정사각뿔 부피를 뺀 값이다. 따라서 깎은 정팔면체의 부피를 구하려면, 한 변의 길이가 3a인 정팔면체의 부피와 한 변의 길이가 a인 정사각뿔의 부피가 필요하다.
한 변의 길이가 3a인 정팔면체는, 한 변의 길이가 3a인 두 개의 정사각뿔을 180도 회전시켜 붙인 형태이므로, 한 변의 길이가 3a인 정사각뿔 부피에 2를 곱한 값이 된다. 한 변의 길이가 3a인 정사각뿔의 부피를 구하기 위해서는 밑 면의 넓이({\displaystyle S})와 높이({\displaystyle h})가 필요하다. 밑면의 넓이({\displaystyle S})는 한 변의 길이가 3a이므로, {\displaystyle S=(3a)^{2}=9a^{2}}이다. 높이({\displaystyle h})의 경우 피타고라스 정리를 이용하여{\displaystyle {\sqrt {(3a)^{2}-(3{\sqrt {2}}a/2)^{2}}}=3{\sqrt {2}}a/2}으로 계산할 수 있다.
따라서 부피 {\displaystyle V}는 {\displaystyle V=1/3\times S\times h\times 2=1/3\times 9a^{2}\times 3{\sqrt {2}}a/2\times 2=9{\sqrt {2}}a^{3}}이다.
한 변의 길이가 a인 정사각뿔이므로 넓이({\displaystyle S})가 {\displaystyle S=a^{2}} , 높이({\displaystyle h})는{\displaystyle h={\sqrt {(a)^{2}-({\sqrt {3}}a/2)^{2}}}={\sqrt {2}}a/2}이다. 따라서 정사각뿔의 부피는{\displaystyle V=1/3\times a^{2}\times {\sqrt {2}}a/2={\sqrt {2}}a^{3}/6}이다. 따라서 깎은 정팔면체의 부피({\displaystyle h})는 {\displaystyle V=9{\sqrt {2}}a^{4}-6\times {\sqrt {2}}a^{3}/6=8{\sqrt {2}}a^{3}\approx 11.3137a^{3}}이다.

{\displaystyle \therefore V=8{\sqrt {2}}a^{3}}

### 겉넓이
깎은 정팔면체의 겉넓이는 8개의 육각형과 6개의 정사각형의 넓이를 더한 값이다. 각 도형의 넓이를 계산한 뒤 총 겉넓이를 구하면 깎은 정팔면체의 겉넓이는 다음과 같다.
{\displaystyle 8(3{\sqrt {3}}a^{2}/2)+6(a^{2})=12{\sqrt {3}}a^{2}+6a^{2}=(12{\sqrt {3}}+6)a^{2}\approx 26.7846a^{2}}
깎은 정팔면체의 표면적은 다음과 같이 설명될 수 있다.
모든 다각형의 면적을 합산한 결과로 얻어지는 6개의 깎은 정팔면체는 13개의 아르키메데스의 다면체 중 하나로, 이는 두 종류 이상의 정다각형이 꼭짓점에 서 만나는 반규칙적인 다면체를 의미한다. 즉, 두 개 이상의 서로 다른 정다각형 (정사각형과 정육각형 등) 면이 꼭짓점에서 만나며, 이러한 형태는 고도로 대칭적이면서 준정규적인 특성을 지닌다. 고도로 대칭적이라는 것은 다면체가 여러 방향에서 보았을 때 동일한 형태를 유지한다는 의미이다. 다시 말해, 회전하거나 반사되더라도 그 구조가 변하지 않는 특징을 말한다. 준정규적이라는 것은 모든 면이 동일한 정다각형으로 구성된 정규 다면체와 달리, 두 종류 이상의 정다각형으로 이루어져 있지만, 꼭짓점에서 만나는 방식 이 규칙적이라는 것을 뜻한다. 이 깎은 팔면체의 쌍대 다면체는 사팔면체로, 이는 다면체의 각 면의 중심을 연결하여 만들어진 대응 다면체이다. 쌍대 다면체에서는 면과 꼭짓점의 위치가 서로 반대가 된다. 잘린 팔면체와 사팔면체는 모두 정팔면체와 동일한 3차원 대칭군, 즉 정팔면체 의 대칭군 ({\displaystyle O_{h}})를 공유한다. 대칭군은 다면체가 회전이나 반사와 같은 변환을 했을 때, 그 변환들이 이루는 수학적 구조를 가리킨다. 깎은 팔면체는 정팔면체처럼 다양한 회전과 반사 대 칭을 가지며, 이를 설명하는 수학적 대칭 구조가 바로 ({\displaystyle O_{h}})이다. 각 꼭짓점에서는 하나의 정사각형과 두 개의 정육각형이 만나며, 이러한 배치 는 정점 도형으로 {\displaystyle 4\cdot 6^{2}}로 나타낼 수 있다. 정점 도형은 하나의 꼭짓점에서 만나게 되는 다각형들의 배열을 설명하는 것으로, 여기서는 한 꼭짓점에서 하나의 정사각형(4)과 두 개의 정육각형(6²)이 만나고 있음을 나타낸다.

## 이면각

### 정육각형 사이의 이면각
깎은 정팔면체 (truncated octahedron)는 정팔면체에서 각 꼭짓점을 절단하여 만들어지므로, 정육각형들 사이의 이면각은 정팔면체에서 삼각형 면 사이의 이면각과 동일하다.

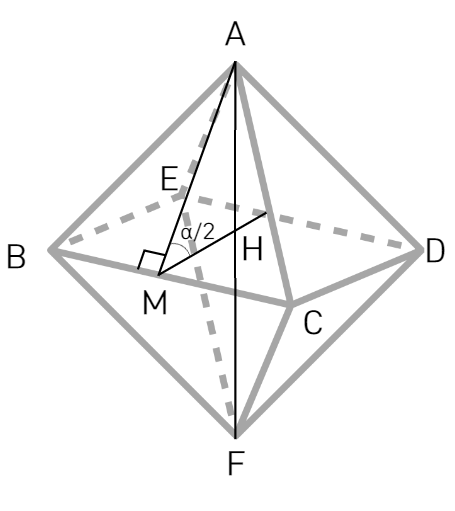
정팔면체 이면각

정팔면체에서 면 ABC와 면 BFC 사이의 이면각을 구해보자.
꼭짓점 A에서 선분 BC에 내리 수선의 발을 M, 꼭짓점 A에서 면 BCDE에 내린 수선의 발을 H라하고 정팔면체의 한 변의 길이를 2라하자.
이때 {\displaystyle {\overline {AM}}={\sqrt {3}}}, {\displaystyle {\overline {MH}}=1}이므로
{\displaystyle \cos \left({\frac {\theta }{2}}\right)={\frac {1}{\sqrt {3}}}}
{\displaystyle \cos \theta =2\cos \left({\frac {\theta }{2}}\right)^{2}-1=2\left({\frac {1}{\sqrt {3}}}\right)-1=-{\frac {1}{3}}}
따라서 {\displaystyle \theta =\arccos \left(-{\frac {1}{3}}\right)\approx 109.47^{\circ }}이다.

### 정육각형과 정사각형 사이의 이면각
정육각형과 정사각형 사이의 이면각은 정팔면체에서 삼각형과 사각형 사이의 이면각에 해당한다. 빠진 정사각뿔에서 삼각형 ABC와 사각형 BCDE 사이의 이면각을 {\displaystyle \alpha } 라 한다면, 깎은 정팔면체에서 정육각형과 정사각형 사이의 이면각 {\displaystyle \theta =\pi -\alpha }이다.
{\displaystyle \cos \theta =\cos(\pi -\alpha )=-\cos \alpha =-{\frac {1}{\sqrt {3}}}} 따라서 {\displaystyle \arccos \left(-{\frac {1}{\sqrt {3}}}\right)\approx 125.26^{\circ }}이다.

## 공간을 채우는 다면체로서
깎은 정팔면체 (truncated octahedron)는 4차원의 페르뮤토헤드론 (permutohedron)으로 설명될 수 있으며, 4차 페르뮤토헤드론 (4-permutohedron)이라고도 한다. 페르뮤토헤드론은 좌표들의 순열 (permutation)로 만들어진 다면체로, 숫자나 좌표들의 순서를 바꿔 꼭짓점을 형성하는 것이 특징이다. 여기서 4개의 대칭 좌표(1, 2, 3, 4)의 모든 순열이 3차원 부분 공간에서 깎은 정팔면체의 꼭짓점을 형성할 수 있으며, ( x + y + z + w = 10 )을 만족한다. 예를 들 어, 좌표의 순열 (1, 2, 3, 4), (1, 3, 2, 4) 등의 다양한 순열을 통해 꼭짓점이 형성된다. 따라서 각 꼭짓점은 (1, 2, 3, 4)의 순열에 해당 하고, 각 변은 두 요소의 단순한 쌍방 교환을 나타낸다. 쌍방 교환 이란 두 요소를 서로 교체하는 것을 의미하며, 이를 통해 변들이 연결된다. 깎은 정팔면체는 이 과정을 통해 대칭성을 가지며, 대칭군 {\displaystyle S_{4}}를 가진다. S_4는 4개의 요소의 모든 순열을 다루는 대칭 그룹 으로, 좌표들이 교환될 때의 변환 관계를 설명한다. 절두 정사면체는 또한 공간을 타일링하는 데 사용될 수 있다. 이는 플레시오헤드론(plesiohedron)으로 분류되며, 공간을 빈틈없이 채울 수 있는 특성을 가진다. 플레시오헤드론은 회전 없이도 평행 이동 만으로 공간을 채울 수 있는 특성을 가지고 있으며, 이는 평행헤드론(parallelohedron)의 특성을 포함한다. 평행헤드론은 회전하지 않 고 평행 이동만으로 공간을 채울 수 있는 다면체로, 절두 정사면체 는 그 중 하나이다. 깎은 정팔면체는 또한 델론 집합(Delone set)과 관련이 깊다. 델론 집합은 일정한 규칙을 따르는 점들의 배열로, 깎은 정 팔면체는 그 보로노이 셀(Voronoi cell) 중 하나로 정의될 수 있다. 보로노이 셀이란, 주어진 점에서 가장 가까운 영역을 나타내며, 델론 집합은 이를 기반으로 공간을 나누는 효율적인 방법을 제공한다. 절 두 정사면체는 이러한 델론 집합에서 중요한 역할을 하는 다면체 중 하나로, 이를 통해 공간을 효율적으로 채울 수 있다. 결론적으로, 깎은 정팔면체는 페르뮤토헤드론과 같은 대칭 구조와 대칭군을 바탕으로 하며, 델론 집합을 통해 공간을 채우는 중요한 역할을 수행하는 다면체이다.

## 비슷한 다면체
| 정육면체 | 깎은 정육면체 | 육팔면체 | 깎은 정팔면체 | 정팔면체 |